# Astiphromma hamulum
Astiphromma hamulum är en stekelart som först beskrevs av Thomson 1886.  Astiphromma hamulum ingår i släktet Astiphromma och familjen brokparasitsteklar. Arten är reproducerande i Sverige. Inga underarter finns listade.